# Simfonia núm. 4 (Atterberg)
La Simfonia núm. 4 (Sinfonia piccola) en sol menor, op. 14, va ser completada per Kurt Atterberg el 1918. La primera representació d'aquesta obra la va fer Georg Schnéevoigt l'1 de març de 1919 a Estocolm. La versió original tenia una durada aproximada de 20 minuts. L'scherzo es va ampliar el 1945, cosa que va fer que la durada fos d'uns 22 minuts.

## Origen i context
Atterberg va compondre la seva quarta simfonia el 1918 en només dos mesos per una aposta amb Natanael Berg, en què havien d'escriure una peça orquestral animada de menys de 20 minuts.
La sinfonia piccola (simfonia petita) potser s'ha de veure com una pausa, ja que el compositor estava ocupat amb altres coses. Primer va intentar completar la seva òpera El retorn de Härvard (Härvard's Harpolekare), va escriure dues balades per a piano i va haver de practicar la seva part de violoncel per a una interpretació de la Tercera Simfonia d'⁣Aleksandr Skriabin. La simfonia es basa en tota mena de cançons populars sueques que s'acabaven de recollir en aquell moment (1875). Aquesta és probablement també l'explicació que la simfonia va ser popular a Suècia durant un curt període. Amsterdam tampoc va escapar d'aquesta simfonia. Willem Mengelberg va dirigir l'Orquestra Reial del Concertgebouw el 1922 amb aquesta obra al programa. Després la simfonia va quedar oblidada.

## Música
La música és, com era d'esperar, d'un compositor acabat de graduar i encara no ha trobat del tot el seu camí, tradicional en estructura (quatre parts), orquestració i so.

### Moviments
1. Con forza sol menor 3/4
2. Andante re menor 4/4
3. Scherzo: Allegro molto sol menor 3/4
4. Rondo-Finale: Allegro molto sol menor 3/4

### Orquestració
Atterberg la va escriure per a una petita orquestra formada per:
- 2 flautes de les quals 1 també flautí, 2 oboès, 2 clarinets, 2 fagots⁣;
- 4 trompes, 2 trompetes, 2 trombons
- timbales
- violins, violes, violoncels, contrabaix[2]

## Discografia
- Sterling: Norrköpings Symfoniorkester dirigida per Sten Frykberg
- cpo: Orquestra Simfònica de la Ràdio de Frankfurt dirigida per Ari Rasilainen

L'enregistrament de Sterling prové d'un LP perquè s'han perdut les cintes originals; l'enginyer de so va ser Robert von Bahr, més tard director de BIS Records. La data de gravació és el 9 de setembre de 1976 a Norrköping.